# Propyläen
I Propyläen sono un monumento di Monaco di Baviera, nel Königsplatz.

## Storia e descrizione
Dal 1815 il futuro re Ludwig I e Leo von Klenze iniziarono a progettare il Königsplatz, con la realizzazione, tra l'altro, della Glyptothek e dell'Antikensammlungen. Nel 1854-62, l'architetto realizzò una porta di accesso alla città che prese il nome di Propyläen. Questi tre edifici dovevano rappresentare i tre stili greci. La porta rappresentava lo stile dorico, la Gliptoteca quello ionico e l'Antikensammlungen quello corinzio. La porta è ispirata ai Propilei di Atene, ed è formata da un ingresso centrale, sormontato da un grosso timpano, con due torri al fianco. Questa porta doveva fungere da ingresso occidentale alla città, ed era l'equivalente in stile neoclassico della medievale Isartor. Quando la città si ampliò, la porta si rese superflua, e venne trasformata in un monumento commemorativo per la guerra d'indipendenza greca. Ciò perché il re del nuovo stato indipendente era della famiglia Wittelsbach. Per tale ragione venne aggiunto un fregio alle torri laterali, con scene della guerra d'indipendenza, ad opera di Ludwig Michael von Schwanthaler.